# Claude Denis Raffenel
Pour l'explorateur français, voir Jean-Baptiste Raffenel.
Claude Denis Raffenel, né le 15 août 1798 à Vesoul et mort à Athènes le 27 janvier 1827, est un philhellène et historien français.
Il passe environ quatre années (1818-1822), à Smyrne (de nos jours Izmir) dans le Levant, où il est attaché au consulat général de France et où il collabore au journal le Spectateur oriental. Il écrit à Smyrne une Histoire des événements de la Grèce, publiée à Paris en 1822. De retour en France, il fréquente plusieurs années Lafayette, qui le choisit comme  précepteur de ses petits-fils pour la période 1824-1825 et qui lui permet de côtoyer les milieux libéraux et philhellènes parisiens. Son adhésion à la cause des Grecs ne fait que se renforcer comme en témoigne la sortie de Continuation des événements de la Grèce (1824) et un troisième tome intégré à une seconde édition intitulée Histoire complète des événements de la Grèce (1825). Dans l'été 1826, il gagne Marseille d'où il embarque pour la Grèce. Ayant intégré les troupes du colonel Fabvier, il participe en décembre 1826, à l'entrée héroïque sur l'Acropole d'Athènes, alors assiégée par les Turcs, où il est par la suite tué par un boulet ennemi.

## Publications
- Histoire des événements de la Grèce, depuis les premiers troubles jusqu'à ce jour, avec des notes critiques et topographiques sur le Péloponnèse et la Turquie et suivie d'une notice sur Constantinople (1822) Texte en ligne
- Continuation de l'Histoire des événements de la Grèce... Formant avec la première partie ...une histoire complète de cette guerre, Paris, Dondey-Dupré, 1824
- Histoire complète des événements de la Grèce, depuis les premiers troubles jusqu'à ce jour, 2e édition, Paris, Dondey-Dupré, 1825
- Histoire des Grecs modernes depuis la prise de Constantinople par Mahomet II jusqu'à ce jour (1825) Texte en ligne
- Résumé de l'histoire de la Perse depuis l'origine de l'Empire des Perses jusqu'à ce jour (1825)
- Résumé de l'histoire du Bas-Empire (1826)

## Sources biographiques
- Pierre Larousse, Grand Dictionnaire universel du XIXe siècle, vol. XIII, 1875, p. 631.
- John Gorton, A General Biographical Dictionary, Henry G. Bohn, London, vol. IV, 1851, p. 386.
- Martine Breuillot, Claude-Denis Raffenel (1798-1827) et la révolution grecque, 2021.